# Ñuflo de Chaves
Ñuflo de Chaves (1518–1568) foi um conquistador espanhol nascido em Santa Cruz de la Sierra, na província estremenha de Cáceres. Destacou-se por ter fundado, em 1561, no Vice-Reino do Peru, a cidade de Santa Cruz de la Sierra, em honra de sua cidade natal.
Entre os anos de 1541-1542, Chaves esteve na expedição de Álvar Núñez Cabeza de Vaca, a partir da foz do rio Itapocu, no litoral norte de Santa Catarina, passando pelo planalto paranaense (incluindo o vale do rio Guaporé), em direção a Assunção do Paraguai.
Em 1544 participou de uma rebelião em Assunção contra o Governador Cabeza de Vaca, e auxilou Domingo Martínez de Irala a ser nomeado Governador, e a preparar uma expedição para Charcas (atual Sucre), no Alto Peru.
Em 1557 tentou conquistar as terras dos índios jarayes, nos limites do Pantanal. É-lhe atribuída, nessa expedição, a exploração da nascente do rio Paraguai.
Em 1561, ao retornar para Assunção, fundou, a 26 de fevereiro, a cidade de Santa Cruz de la Sierra, cujo nome tomou de seu povoado natal na Estremadura espanhola, a cerca de 10 quilômetros ao sul de Trujilho. Seguindo viagem, teria descido o curso do rio Bauré, e do rio Mamoré, de onde teria alcançado o oceano. Chaves foi o primeiro europeu a introduzir cabras e ovelhas na região.
Em 1566 organizou uma nova expedição para desbravar o território existente a Leste do rio Paraguai, nos atuais estados brasileiros de Mato Grosso e Mato Grosso do Sul, onde acreditava que existiam minas de ouro.
Em 1568 foi morto, às margens do rio Paraguai, durante um ataque dos índios itatins. Alguns meses mais tarde, ainda devido aos ataques dos indígenas, a povoação de Santa Cruz de la Sierra foi transferida para um novo local, a 220 quilômetros para o Oeste.
Atualmente, em sua homenagem, uma província do departamento boliviano de Santa Cruz leva o seu nome.